# آرام‌اس مدینا (۱۹۱۱)
آرام‌اس مدینا (۱۹۱۱) (به انگلیسی: RMS Medina (1911)) یک زیردریایی بود که طول آن ۵۵۰ فوت (۱۷۰ متر) بود. این زیردریایی در سال ۱۹۱۱ ساخته شد.